# Emilio Lunghi
Emilio Lunghi (ur. 16 marca 1887 w Genui, zm. 26 września 1925 tamże) – włoski lekkoatleta specjalizujący się w biegach sprinterskich i średniodystansowych, dwukrotny uczestnik letnich igrzysk olimpijskich (Londyn 1908, Sztokholm 1912), srebrny medalista olimpijski z Londynu w biegu na 800 metrów. 
Wielokrotnie startował w finałach mistrzostw Zjednoczonego Królestwa Włoch, zdobywając złote medale w biegach: na 400 metrów (1908), na 800 metrów (1914), na 1000 metrów (trzykrotnie – 1908, 1911, 1912), na 1500 metrów (dwukrotnie – 1906, 1913), na 1200 metrów z przeszkodami (1912) oraz w sztafecie 4 x 400 jardów (dwukrotnie – 1911, 1912).
Dwukrotnie wystąpił na letnich igrzyskach olimpijskich: w 1908 w Londynie zdobył srebrny medal w biegu na 800 metrów oraz startował w eliminacjach biegu na 1500 metrów i drużynowym biegu na 3 mile, natomiast w 1912 w Sztokholmie startował w eliminacjach biegów na 400 oraz 800 metrów.
Rekordy życiowe:
- bieg na 400 metrów – 49,0 s – La Spezia 23.06.1912
- bieg na 800 metrów – 1.52,2 s – Montreal 15.09.1909
- bieg na 1500 metrów – 4.03,8 s – Londyn 13.07.1908
- bieg na milę – 4.23,0 s – Bergamo 22.05.1910